# Третья Призренская лига
Третья лига Призрена, или Третья Призренская лига, или «Лига Призрена» в изгнании была организацией, основанной группой албанских националистов в США в 1946 году и возрождённая по инициативе ЦРУ в 1962 году с целью организации и координации действий, направленных на создание Великой Албании. Одним из членов организации был Хисен Трпеза (Hisen Trpeza).
После того как Югославия вступила в конфронтацию с Коминформом в 1948 году, Албания вскоре была вовлечена в комбинированную пропагандистскую и диверсионную борьбу против Югославии. Вооружение, привезённое из Албании в Косово, представляло значительную опасность и было ускоренно накоплено в период с 1954 по 1957 годы. Одним из председателей лиги был Тахир Заими (Tahir Zaimi).
В 1966 году Джафер Дева объединил Kosovaret и Третью Призренскую лигу и стал её предводителем. Он оставался председателем вплоть до своей смерти в 1978 году. Албанская спецслужба Сигурими также внедрила своих людей в Третью Призренскую лигу, потому что её члены разделяли некоторые цели в отношении Югославии. Официальный журнал организации выходил под названием «Lidhja e Prizrenit» (англ. The League of Prizren). Роберт Элси установил, что организация в 1960-х была вновь созданной Второй Призренской лигой. Власти Югославии арестовали и осудили некоторых членов лиги, и приговорили их к тюремному заключению. Один из рассекреченных документов ЦРУ подтверждает, что один из арестованных и осуждённых членов лиги был агентом ЦРУ. Третья Призренская лига и Национальный комитет Свободного Косова (Free Kosovo National Committee) договорились о совместной борьбе в 1978 году.